# Steven Morocho
Steven Morocho (25 de agosto de 1997) es un deportista ecuatoriano que compite en judo. Ganó tres medallas en el Campeonato Panamericano de Judo entre los años 2019 y 2021.

## Palmarés internacional
| Campeonato Panamericano | Campeonato Panamericano | Campeonato Panamericano | Campeonato Panamericano |
| Año                     | Lugar                   | Medalla                 | Categoría               |
| ----------------------- | ----------------------- | ----------------------- | ----------------------- |
| 2019                    | Lima (Perú)             | Medalla de bronce       | –60 kg                  |
| 2020                    | Guadalajara (México)    | Medalla de bronce       | –60 kg                  |
| 2021                    | Guadalajara (México)    | Medalla de plata        | –60 kg                  |